# Варистор
Варистор (на английски: Variable Resistor) е полупроводников резистор, променящ нелинейно съпротивлението си в зависимост от приложеното напрежение. Волт-амперната му характеристика е симетрична, а функционалността се състои в рязко намаляване на съпротивлението му от няколко GOhm до няколко десетки Ohm при увеличение на приложеното върху варистора напрежение над известна прагова стойност. Тези свойства на варистора се използват за защита на електрически и електронни схеми от импулсни (кратковременни) пренапрежения.
Технолигиите за производство на варистори са металоокисни, на основа на цинков окис (ZnO) или силициев карбид (SiC). Основните параметри, които се специфицират и по които се отличават варисторите са прагово/работно напрежение (от няколко V до десетки kV) и енергия, която варисторът е способен да абсорбира.
При използване на варисторите за защита следва да се имат предвид някои особености:
- след премахване на причината за задействане на варистора (прилагане на напрежение над праговото), варисторът възстановява функциите си
- всяко задействане на варистора предизвиква известна деградация (понижение) на праговото напрежение
- деградацията на напрежението е толкова по-голяма, колкото стойността на силата на тока, протекъл през варистора, е по-близка до специфицираната
- ако силата на тока надвишава специфицираната, варисторът се разрушава (стопява)

Преимуществата на варисторите са в достъпната технология и относително ниската цена.
Недостатъците на варисторите се компенсират от други електронни елементи за защита от пренапрежение, като диоди от тип TVS (Transient-voltage-suppression diode) и газоразрядници.
Варисторите се използват широко в електронната апаратура за защита от вътрешни и външни (например, светкавици) електрически влияния.